# Michaël Ciani
Michaël Ciani (ur. 6 kwietnia 1984 w Paryżu) – francuski piłkarz pochodzenia gwadelupskiego występujący na pozycji obrońcy.

## Kariera klubowa
Ciani seniorską karierę rozpoczynał w 2001 roku w klubie RCF Paris z CFA. W 2003 roku trafił do belgijskiego RSC Charleroi występującego w Eerste klasse. W tych rozgrywkach zadebiutował 20 września 2003 roku w zremisowanym 1:1 pojedynku z KAA Gent. 24 stycznia 2004 roku w wygranym 4:3 spotkaniu z KRC Genk strzelił pierwszego gola w Eerste klasse. W Charleroi spędził rok.
Latem 2004 roku Ciani powrócił do Francji, gdzie podpisał kontrakt z AJ Auxerre (Ligue 1). W sezonie 2004/2005 nie rozegrał tam żadnego spotkania. Sezon 2005/2006 spędził na wypożyczeniu w Sedanie z Ligue 2. Awansował z nim wówczas do Ligue 1, jednak przed rozpoczęciem następnego sezonu został wypożyczony z Auxerre do FC Lorient, również grającego w Ligue 1. W tej lidze zadebiutował 5 sierpnia 2006 roku w wygranym 3:2 meczu z Paris Saint-Germain. 16 września 2006 roku w przegranym 1:3 pojedynku z Olympique Lyon zdobył pierwszą bramkę w Ligue 1. Latem 2007 roku Ciani podpisał kontrakt z Lorient. Występował tam jeszcze przez 2 lata.
W lipcu 2009 roku odszedł do mistrza Francji – Girondins Bordeaux. Pierwszy ligowy mecz zaliczył tam 23 sierpnia 2009 roku przeciwko OGC Nice (4:0).
27 sierpnia 2012 podpisał 4-letni kontrakt z włoskim S.S. Lazio.
| Sezon   | Klub               | Kraj      | Rozgrywki        | Mecze | Bramki | Rozgrywki Europy   | Mecze | Bramki |
| ------- | ------------------ | --------- | ---------------- | ----- | ------ | ------------------ | ----- | ------ |
| 2001/02 | RCF Paris          | Francja   | CFA              | 1     | 0      | –                  | –     | –      |
| 2002/03 | RCF Paris          | Francja   | CFA              | 0     | 0      | –                  | –     | –      |
| 2003/04 | RSC Charleroi      | Belgia    | Jupiler League   | 18    | 1      | –                  | –     | –      |
| 2004/05 | AJ Auxerre         | Francja   | Ligue 1          | 0     | 0      | –                  | –     | –      |
| 2005/06 | CS Sedan (wyp.)    | Francja   | Ligue 2          | 37    | 3      | –                  | –     | –      |
| 2006/07 | FC Lorient (wyp.)  | Francja   | Ligue 1          | 33    | 1      | –                  | –     | –      |
| 2007/08 | FC Lorient         | Francja   | Ligue 1          | 36    | 0      | –                  | –     | –      |
| 2008/09 | FC Lorient         | Francja   | Ligue 1          | 29    | 4      | –                  | –     | –      |
| 2009/10 | Girondins Bordeaux | Francja   | Ligue 1          | 30    | 2      | Liga Mistrzów UEFA | 9     | 3      |
| 2010/11 | Girondins Bordeaux | Francja   | Ligue 1          | 29    | 3      | –                  | –     | –      |
| 2011/12 | Girondins Bordeaux | Francja   | Ligue 1          | 31    | 1      | –                  | –     | –      |
| 2012/13 | Girondins Bordeaux | Francja   | Ligue 1          | 3     | 0      | Liga Europy UEFA   | 1     | 0      |
| 2012/13 | S.S. Lazio         | Włochy    | Serie A          | 18    | 0      | Liga Europy UEFA   | 11    | 0      |
| 2013/14 | S.S. Lazio         | Włochy    | Serie A          | 18    | 1      | Liga Europy UEFA   | 6     | 0      |
| 2014/15 | S.S. Lazio         | Włochy    | Serie A          | 12    | 0      | –                  | –     | –      |
| 2015/16 | RCD Espanyol       | Hiszpania | Primera División | 2     | 0      | –                  | –     | –      |
| 2016/17 | RCD Espanyol       | Hiszpania | Primera División | 1     | 0      | –                  | –     | –      |

Stan na: 28 sierpnia 2016 r.

## Kariera reprezentacyjna
W latach 2003–2004 Ciani rozegrał 5 spotkań w reprezentacji Francji U-21. W pierwszej reprezentacji Francji zadebiutował 3 marca 2010 roku w przegranym 0:2 towarzyskim meczu z Hiszpanią.